# Bujalaro
Bujalaro es un municipio y localidad española de la provincia de Guadalajara, en la comunidad autónoma de Castilla-La Mancha. El término municipal tiene una población de 53 habitantes (INE 2024).

## Clima
Veranos largos, secos y calurosos, e inviernos igualmente largos y rigurosos, dan paso a primaveras y otoños cortos y templados.

## Historia
A mediados del siglo XIX, el lugar tenía contabilizada una población de 263 habitantes. Aparece descrito en el cuarto volumen del Diccionario geográfico-estadístico-histórico de España y sus posesiones de Ultramar de Pascual Madoz de la siguiente manera:

BUJALARO: l. con ayunt. de la prov. de Guadalajara (7 leg.), part. jud. y dióc. de Sigüenza (5), aud. terr. y c. g. de Madrid (17): sit. al pie de una elevada montaña á la márg. del r. Henares, y muy combatido del viento N.; su clima es sano y sus enfermedades mas comunes, fiebres intermitentes: tiene 76 casas, la de ayunt., cárcel, una posada, un pósito, un hospital para pobres tanseuntes, donde no reciben mas socorro que el alberge, por falta de reñías: escuela de instruccion primaria dotada por los fondos de propios y una igl. parr. (San Antonio Abad), servida por un cura cuya plaza es de provision ordinaria previo concurso; confina el térm. con los de Jadraque , Cendejas de en medio, Jirueque y Matillas: dentro de él se encuentran la ermita (Ntra Sra. de la Soledad), el despoblado y monte de Henarejos, propiedad del duque del Infantado y dos fuentes, una de buen agua y la otra salobre: el terreno es montuoso quebrado y áspero; le baña el r. Henares, cuyas aguas se aprovechan poco para el riego; el correo se recibe en la cartería de Jadraque; caminos: los de pueblo á pueblo de herradura y en mal estado, por la aspereza del terreno. prod.: trigo centeno, cebada, avena, vino, cáñamo y legumbres; cría ganado lanar, cabrío, vacuno y de cerda. ind.: la agrícola, algunos telares de lienzos de cáñamo y lana para uso del vecindario. pobl.: 76 vec., 263 alm. cap. prod. 1.872,700 rs. imp. 118,000. contr. 5,907.
(Madoz, 1846, p. 492)

## Demografía
Bujalaro cuenta con una población de 53 habitantes (INE 2024).
| Gráfica de evolución demográfica de Bujalaro entre 1842 y 2021                                                      |
| |
| Población de derecho según los censos de población del INE Población de hecho según los censos de población del INE |

| 1991 |  | 1996 |  | 2001 |  | 2004 |  | 2013 |  | 2015 |
| ---- |  | ---- |  | ---- |  | ---- |  | ---- |  | ---- |
| 110  |  | 88   |  | 77   |  | 79   |  | 53   |  | 67   |